# Eparchia Sydney, Australii i Nowej Zelandii
Eparchia Sydney, Australii i Nowej Zelandii – jedna z ośmiu eparchii Rosyjskiego Kościoła Prawosławnego poza granicami Rosji, ze stolicą w Sydney. Jej obecnym ordynariuszem jest metropolita Hilarion (Kapral), równocześnie pełniący urząd Pierwszego Hierarchy Rosyjskiego Kościoła Prawosławnego poza granicami Rosji, natomiast katedrą eparchialną jest sobór Świętych Apostołów Piotra i Pawła w Sydney.

## Historia
Rosyjski Kościół Prawosławny poza granicami Rosji utworzył swoją pierwszą parafię w Australii w 1926, kiedy otwarta została cerkiew św. Mikołaja w Brisbane. Eparchia z siedzibą w Sydney powstała dwadzieścia lat później, a na jej ordynariusza powołany został Teodor (Rafalski), który de facto podjął pracę duszpasterską w Australii dopiero dwa latach później. Soborem katedralnym przez pierwsze cztery lata istnienia administratury była cerkiew w Brisbane, następnie zaś, od 1950, świątynia w Sydney. Oprócz terytorium Australii i Nowej Zelandii eparchia prowadzi również placówki misyjne w Korei Południowej.

## Biskupi Sydney, Australii i Nowej Zelandii[2]
- Teodor (Rafalski), 1946–1955
- Sawa (Rajewski), 1955–1969
- Atanazy (Martos), 1969–1970
- Teodozjusz (Putilin), 1970–1980
- Paweł (Pawłow), 1980–1994
- Alipiusz (Gamanowicz), 1994[3]
- Barnaba (Prokofjew), 1995[4]
- Hilarion (Kapral), od 1996